# كولن ماكغراث
كولن ماكغراث هو سياسي بريطاني، ولد في 21 أكتوبر 1975 في Downpatrick ‏ في المملكة المتحدة. نشط حزبياً في الحزب الاشتراكي العمالي. في 2016 Northern Ireland Assembly election ‏، انتخب Member of the 5th Northern Ireland Assembly ‏ عن دائرة South Down (Assembly constituency) ‏ وقد انضم خلال فترته النيابية ‏ (7 مايو 2016 – 26 يناير 2017) للكتلة البرلمانية الحزب الاشتراكي العمالي وفي انتخابات جمعية أيرلندا الشمالية 2017 ‏، انتخب Member of the 6th Northern Ireland Assembly ‏ عن دائرة South Down (Assembly constituency) ‏ وقد انضم خلال فترته النيابية ‏ (3 مارس 2017 – ) للكتلة البرلمانية الحزب الاشتراكي العمالي.